# 春婦伝
『春婦伝』（しゅんぷでん）は、田村泰次郎の小説。朝鮮人慰安婦を題材とした作品で、GHQに発禁処分とされた。1950年、1965年に映画化されている。

## 映画

### 1950年
『暁の脱走』のタイトルで映画化された。ヒロインは当初の脚本では原作通り朝鮮人の慰安婦だったが、GHQの検閲により日本人の慰問の歌手に変更されたという。

### 1965年
原作小説の2度目の映画化で、ヒロインは原作の朝鮮人慰安婦から日本人慰安婦に変更されているが、脇役として朝鮮人慰安婦も登場する。

#### キャスト
- 川地民夫：三上真吉
- 野川由美子：春美
- 玉川伊佐男：成田中尉
- 小沢昭一：秋山憲兵軍曹
- 杉山俊夫：友田寛市
- 平田大三郎：堤見習士官
- 石井富子：百合子
- 初井言栄：つゆ子
- 今井和子：さち子
- 下元勉：政治部員
- 高品格：牧田補助憲兵
- 江角英明：町田日出吉
- 松尾嘉代：みどり
- 木浦佑三：軍医
- 野呂圭介：村木上等兵
- 木島一郎：下士官
- 木下雅弘：青山上等兵
- 藤岡重慶：木村軍曹
- 加地健太郎：宇野一等兵
- 三井秀顕：酒井一等兵
- 宮原徳平：中国の老人
- 河野弘：倉持曹長
- 村田寿男：開拓農民
- 久松洪介：江見大佐
- 長弘：柴田中佐
- 島村謙次：大尉・教練指導
- 近江大介：兵隊A
- 里実：兵隊B
- 千代田弘：当番二
- 戸波志朗：兵隊C
- 柴田新三：安田上等兵
- 澄川透：当番一
- 山口吉弘：八路の兵隊
- 岩手征四郎：兵隊D
- 田畑善彦：兵隊E
- 矢藤昌宏：兵隊F
- 高緒弘志：兵隊G
- 立川博：佐々木一等兵
- 溝口拳：兵隊H
- 高橋明：衛兵司令
- 森みどり：高子
- 坂巻祥子：
- 西原泰江：友田の妻
- 若葉めぐみ：さかえ
- 深町真喜子：
- 堀崎二郎：兵隊I
- 会田為久：兵隊J

- 以下ノンクレジット
- 荒井岩衛：榊原曹長
- 中平哲仟：トラックの兵隊
- 東郷秀美：兵隊K
- 山岡正義、新津邦夫、高山千草：焼き討ちに合う中国人

#### スタッフ
- 監督：鈴木清順
- 原作：田村泰次郎
- 企画：岩井金男
- 脚本：高岩肇
- 撮影：永塚一栄
- 音楽：山本直純
- 照明：高島正博
- 美術：木村威夫
- 編集：鈴木晄
- 録音：片桐登司美